# Kim shin-yeol
Một người chuyển đến Dokdo, lãnh thổ Hàn Quốc, với chồng là Kim Sung-do vào năm 1991

## 
Kim Sin-yeol là haenyeo từ đảo Jeju và sống ở đảo Ulleungdo. Năm 1991, cô chuyển đến Dokdo cùng chồng và sống ở Đảo Tây Dokdo. Năm 2003, khi ngôi nhà của cô ở Dokdo bị bão phá vỡ, họ đã nhảy lên Dokdo và sống ở Ulleungdo. Khi ngôi nhà của họ được phục hồi, họ trở lại Dokdo. Trước khi Kim Sung-do qua đời, anh là một trưởng làng ở Dokdo, giờ cô trở thành trưởng làng ở Dokdo.

## sự đóng góp
Cô đã sống ở Dokdo từ năm 1991 với chồng. Cô là người đầu tiên đã đăng ký kinh doanh tại Dokdo và đóng thuế. Điều đó chứng tỏ Dokdo là lãnh thổ của Hàn Quốc. Từ năm 2013, cô đã trở thành chủ sở hữu của cửa hàng lưu niệm ở Dokdo có tên 'Dokdo Sarang Café (Dokdo Love Café) và bán một số đồ lưu niệm về Dokdo ở cảng Đảo Nam ở Dokdo.